# Záchlumí (Pardubice)
Záchlumí è un comune della Repubblica Ceca facente parte del distretto di Ústí nad Orlicí, nella regione di Pardubice.